# Utilisation résidentielle de l'eau aux États-Unis et au Canada

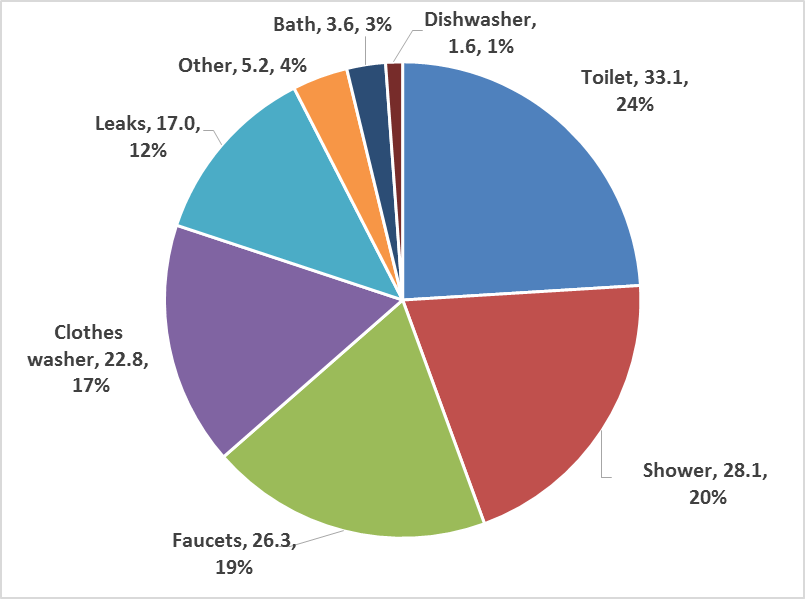
Utilisation finale de l'eau pour les ménages aux États-Unis en gallons par ménage et par jour et pourcentage d'utilisation intérieure.

L'utilisation domestique de l'eau (aussi appelée utilisation résidentielle de l'eau, usage domestique ou utilisation de l'eau du robinet) comprend toutes les utilisations intérieures et extérieures d'eau de qualité potable, dans les habitations unifamiliales et multifamiliales.  Les utilisations finales de l'eau comprennent rinçage des toilettes, lessive et vaisselle, douche et bain, boisson, préparation des aliments, arrosage des pelouses et des jardins et entretien des piscines. Certaines de ces utilisations finales sont détectables (et mesurables) tandis que d'autres sont plus difficiles à évaluer.

## Mesure d'utilisation de l'eau
Les quantités moyennes approximatives d'eau appliquées à des fins spécifiques doivent être estimées, parce que seule l'utilisation totale des clients résidentiels est mesurée et enregistrée pour des périodes d'un mois ou plus (bien que les technologies AMR et de compteurs avancés permettent des lectures plus fréquentes). Aux États-Unis, une compilation à l'échelle nationale de ces quantités mesurées par Institut d'études géologiques des États-Unis (United States Geological Survey - USGS) montre que les livraisons d'eau domestiques moyennes (à l'intérieur et à l'extérieur) par les fournisseurs d'eau aux habitations unifamiliales et multifamiliales, étaient d'environ 89 gallons (337 litres) par personne et par jour en 2010 et 83 gallons (314 litres) en 2015. Depuis le début des années 1980, l'intérêt croissant du public pour la conservation de l'eau a suscité des questions sur les comportements des consommateurs en matière d'utilisation de l'eau et sur quantités moyennes d'eau utilisée pour chaque usage domestique,,,  . Au milieu des années 1990, la première étude nationale sur les utilisations résidentielles de l'eau a été réalisée aux États-Unis en acquérant des données haute résolution directement à partir du compteur d'eau du client et en analysant les traces d'écoulement (flow traces),.  Plusieurs études détaillées des utilisations finales domestiques de l'eau en Amérique du Nord et ailleurs l'ont suivie. En 2016, une étude de mise à jour des utilisations finales résidentielles en eau, parrainée par la Water Research Foundation (WRF), a été achevée et constitue la plus récente source de données sur les divers usages de l'eau résidentielle, décrits ici.

## Utilisation intérieure et utilisations finales

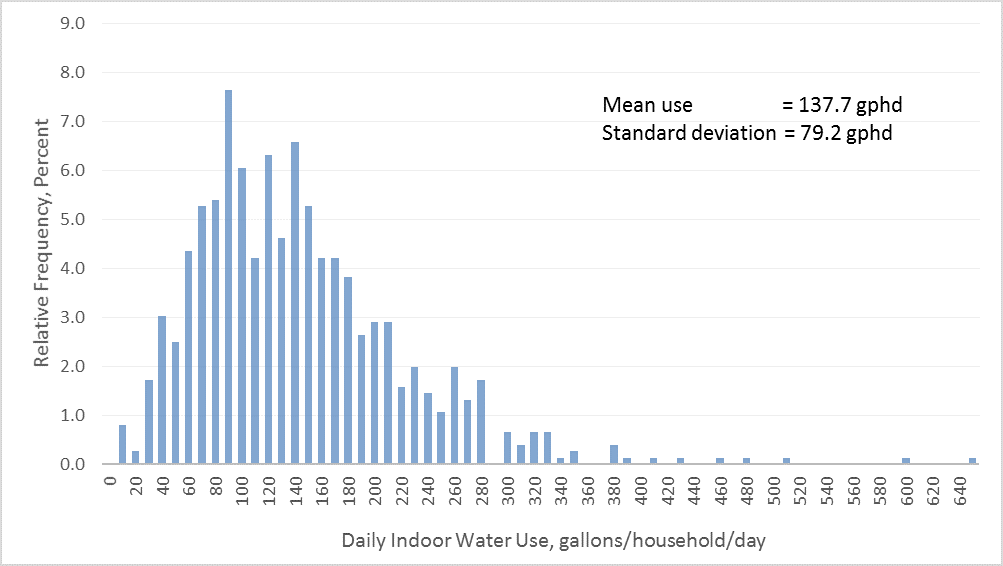
Répartition de l'utilisation quotidienne moyenne d'eau dans 762 ménages aux États-Unis et au Canada - D'après une étude de la Water Research Foundation.

L'utilisation de l'eau intérieure inclut l'écoulement de l'eau par les installations et les appareils, à l'intérieur de la maison. L'utilisation quotidienne moyenne d'eau intérieure par ménage (en moyenne 2,65 personnes dans l'échantillon nord-américain) variait de zéro à 644 gphd (gallons per household per day- gallons par ménage par jour) et atteignait en moyenne 138 gphd, avec un écart type d'environ 80 gphd (ou 521 litres par jour et un écart-type de 300 litres). L’utilisation moyenne équivalente par personne est de 52,1 gpcd (gallons per capita per day - gallons par habitant par jour) ou de 197 litres par habitant et par jour. Comme la distribution de l'utilisation intérieure dans l'échantillon de maisons est positivement biaisée, une mesure plus appropriée de la tendance centrale est la médiane, qui est d'environ 125 gphd (ou 472 lphd). La chasse d'eau est la plus grande utilisation d'eau à l'intérieur, suivie par les robinets de cuisine et de salle de bain, les douches, les laveuses, les fuites, les baignoires, les autres utilisations et les lave-vaisselle. Depuis la fin des années 1990, l'utilisation totale à l'intérieur a diminué de 22 %, principalement en raison de l'amélioration de l'efficacité de l'eau des machines à lessiver et des toilettes.

### Chasse d'eau

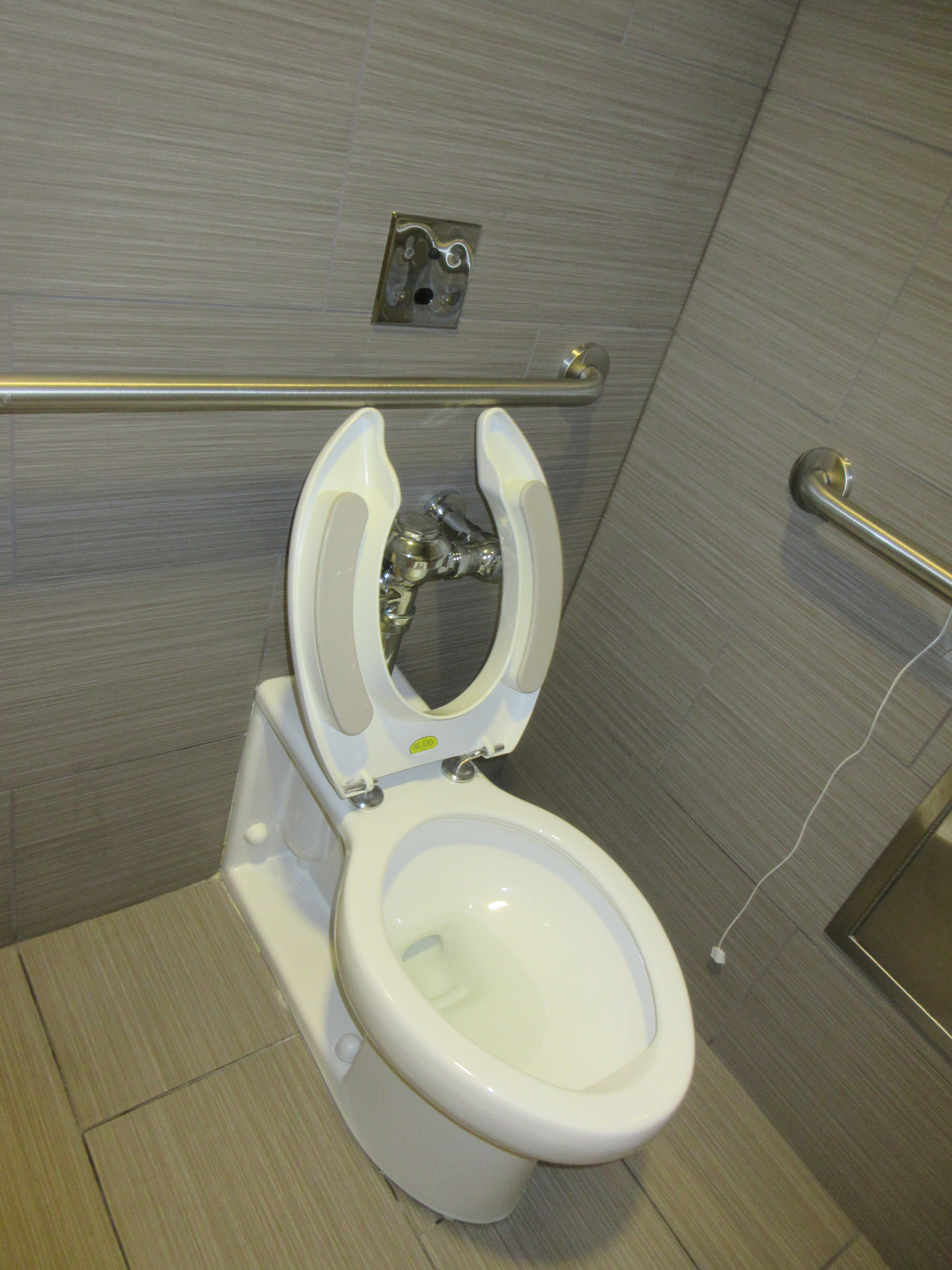
Toilette d'hôpital à La Nouvelle-Orléans.

En moyenne, les toilettes sont rincées 5 fois par jour par personne et représentent la consommation d'eau la plus élevée moyenne dans la maison. Les chasses d'eau représentent environ 24 % de la consommation d'eau totale des ménages (au volume quotidien moyen de 33,1 gphd  ou 125 lphd). Actuellement, le volume de rinçage moyen pour toutes les toilettes échantillonnées est de 2,6 gallons par chasse (gallons per flush - gpf) (ou 9,8 litres par chasse d'eau (liters per flush - lpf)). Une réduction future de l'utilisation finale des toilettes se produira à mesure que de plus en plus de maisons utiliseront des toilettes à faible débit (1.6 gpf, or 6 lpf) mandaté par l'Energy Policy Act de 1992, ou des toilettes à haut rendement (1,28 gpf ou 4,85 lpf) qui répondent aux spécifications EPA WaterSense. Une étude récente montre qu'environ 21 % de toutes les toilettes dans 5 états (Arizona, Californie, Colorado, Géorgie et Texas) ont un volume de rinçage supérieur à 1,6 gallon/chasse.

### Douche
Dans une maison moyenne, la douche est la deuxième plus grande utilisation de l'eau après les toilettes. La douche moyenne utilise 15,8 gallons (59,7 litres) et dure 7,7 minutes à un débit moyen de 2,1 gallons par minute (gpm) (7,9 litres par minute). En moyenne, dans un ménage de taille moyenne (2,65 personnes), 12,4 douches sont prises chaque semaine. À titre de comparaison, une douche de la Navy ne dure que 2 minutes et peut utiliser moins de 3 gallons (11,4 litres) d'eau. L'approche la plus économe en eau est utilisée par l'équipage de la Station spatiale internationale (ISS) qui utilise moins de 1 gallon (4 litres) pour se baigner. 
Pour les pommes de douche, la norme pour le débit maximal continue d'être de 2,5 gallons par minute (gpm) (9,4 litres par minute - lpm) selon l'Energy Policy Act de 1992. Cependant, les fabricants offrent maintenant des pommes de douche ultra-efficaces avec un débit maximal à 2,0 gpm (7,6 lpm). Les exemples incluent une pomme de douche avec un débit de 1,75 gpm (6,61 lpm) à haute pression d'eau et 1,45 gpm (5,48 lpm) à basse pression ou une pomme de douche avec trois débits compensés en pression (par compensateur de pression non amovible) avec des options de 0,5, 1,0 et 1,5 gpm (1,9, 3,8, 5,7 lpm). Une utilisation généralisée de pommes de douche plus efficaces (avec des débits de 1,6 gpm) réduirait l'utilisation moyenne d'eau pour la douche de 2 gphd (7,6 lphd) (ou de 8 pour cent).

### Bain
En plus de la douche, des bains ont été enregistrés dans 47 % des ménages échantillonnés dans lesquels 2,7 bains ont été pris chaque semaine (ou, en moyenne, 1,3 par semaine dans tous les ménages échantillonnés). Chaque bain utilise en moyenne 20,2 gallons (ou 76,5 litres) d'eau.

### Robinets
L'eau qui coule par les robinets ouverts (cuisine, salle de bain, robinets d'évier et bavoirs) représente 19 % (26,3 gphd ou 100 lphd) de l'eau utilisée à l'intérieur dans un ménage moyen où les robinets sont utilisés 51 fois par jour. En moyenne, les robinets sont ouverts pendant 30 secondes à un débit de 1 gpm (gallons par minute) et un débit moyen de 0,5 gallon (1,9 litre) pour chaque utilisation.

### Lavage de vêtements
Le lavage du linge est une utilisation importante de l'eau dans la maison moyenne; représentant 17 % de l'utilisation intérieure moyenne. La famille de taille moyenne lave 5,4 brassées de linge chaque semaine. Chaque charge utilise en moyenne 29,3 gallons (111 litres) d'eau. Selon l'EPA, une laveuse pleine de calibre certifié Energy Star (CW) (avec "water factor" - WF ≤ 8.0 gal/cycle/ft^3) devrait utiliser en moyenne 15 gallons (57 litres) d'eau par charge, par rapport à au moins deux fois ce volume utilisé par une machine standard. Actuellement, environ un quart des foyers américains utilisent moins de 20 gallons (76 litres) par charge avec un volume moyen de 57 litres (15 gallons) par charge. Une utilisation généralisée des laveuses les plus efficaces réduirait l'utilisation de l'eau pour le lavage de 6.4 gphd (ou de 35,5 %).

### Fuites intérieures
Des fuites ou des écoulements d'eau sans but discernable ont été observés dans près de 90 % des foyers surveillés. La perte d'eau due aux fuites représentait 12 % de l'utilisation moyenne d'eau à l'intérieur. La perte d'eau estimée dans un ménage moyen est de 6200 gallons (23 500 litres) par année.. Les types courants de fuites comprennent les toilettes qui coulent, les clapets de toilettes qui fuient lentement, les robinets partiellement ouverts ou qui s'égouttent, et d'autres conduites d'alimentation fissurées ou ouvertes,. Bien que toutes les fuites observées soient incluses dans l'utilisation à l'intérieur, certaines fuites peuvent survenir sur des robinets ou des fontaines extérieures.

### Lavage de la vaisselle
Les plats peuvent être lavés à la main dans un évier ou dans un lave-vaisselle automatique (dish washer - DW), qui était présent dans 84 % des foyers d'utilisation finale étudiés. La famille américaine moyenne lave environ 1,8 charges de lave-vaisselle chaque semaine. Le volume d'eau moyen par charge était de 6,1 gpl (23 lpl) et les lave-vaisselle représentaient environ 1 % de l'utilisation totale intérieure. Les lave-vaisselle Energy Star Most Efficient 2017 de l'EPA utilisent 2,4 à 3,2 gallons (ou 9 à 12 litres) par cycle.

## Variabilité de l'utilisation de l'eau

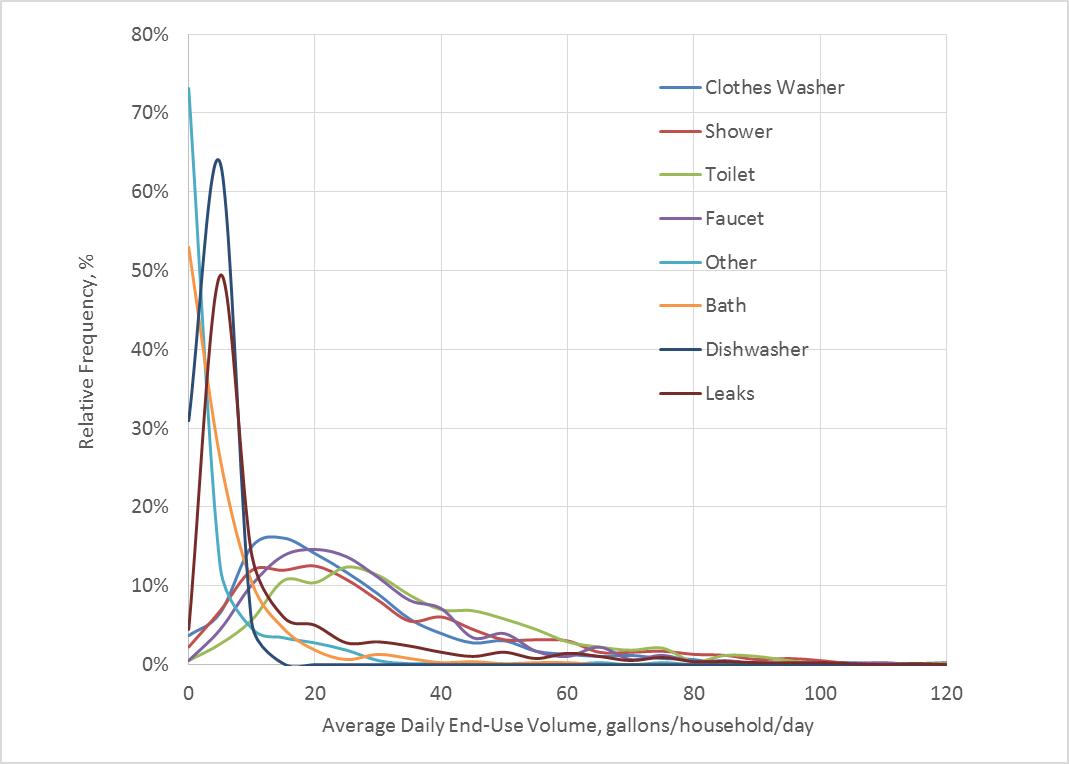
Répartition des volumes moyens d'utilisation finale dans 762 ménages aux États-Unis et au Canada - D'après une étude de la Water Research Foundation.

L'utilisation résidentielle d'eau à l'intérieur peut varier considérablement d'un ménage à l'autre en fonction du nombre de résidents (ou plus précisément de la taille et de la composition familiale de chaque ménage) et en fonction d'autres circonstances (systématiques et aléatoires). Cela dépend également de la contribution des divers usages domestiques de l'utilisation de l'eau à la variabilité de l'utilisation totale intérieure. La distribution des volumes quotidiens moyens observés pour huit utilisations finales principales de l'eau montre également une variabilité considérable et un biais vers les queues droites des distributions (les données sur la figure avec les distributions des volumes d'utilisation finale sont tronquées à 120 gpd  pour améliorer la séparation des graphiques de distribution. Pour inclure toutes les observations dans la queue droite des distributions, il faudrait étendre l'échelle horizontale à 560 gpd (pour capturer les volumes maximaux observés de 553 gphd pour les fuites, de 345 gphd pour les robinets et de 223 gphd pour les toilettes). Parmi les huit utilisations finales intérieures, cinq (c.-à-d. fuites, rinçage des toilettes, douche, lavage des vêtements et utilisation des robinets) montrent une inclinaison droite prononcée dans leur distribution qui contribue à la queue plus lourde et plus longue à l'intérieur. Des réductions significatives de certaines utilisations finales de l'eau pourraient être obtenues non seulement par l'adoption de technologies efficaces (appareils et accessoires) mais aussi par de petits changements de comportement des consommateurs, pour réduire l'utilisation et le gaspillage de l'eau, et en éliminant les fuites côté client grâce à des programmes automatisés de mesure et d'alerte des fuites.

## Usage extérieur
L'utilisation d'eau résidentielle en plein air comprend l'arrosage des jardins, le remplissage et le lavage des piscines, l'eau utilisée par les robinets extérieurs pour nettoyer la chaussée et les voitures et d'autres utilisations extérieures. L'utilisation annuelle extérieure dans les villes nord-américaines diffère selon la région climatique et varie de 13 000 gallons (49 210 litres) à Waterloo, au Canada à 120 400 gallons (455 764 litres) à Scottsdale. L'utilisation extérieure moyenne dans 9 villes échantillonnées dans l'étude de la Water Research Foundation était 50 500 gallons(191 163 litres) par ménage par an ou 5 138 gallons par jour (524 litres par jour). Près de 17 % des maisons arrosent leur jardin au-delà des besoins d'arrosages théoriques. Si l'excès d'arrosage pouvait être éliminé, l'utilisation extérieure moyenne diminuerait de 8 200 gallons par maison, soit 16 %.